# دراسات ثقافية
الدراسات الثقافية (بالإنجليزية: Cultural studies) هي فرع دراسة أو تخصص أكاديمي يُعنى بالتحليل الثقافي نظريًا وسياسيًا وتجريبيًا، ويركز على الديناميكية السياسية للثقافة المعاصرة. تعود نشأتها إلى عدد من الأكاديميين البريطانيين وتطورت فيما بعد, حتى تم تحويلها من قبل العديد من علماء التخصصات المختلفة في جميع أنحاء العالم، الدراسات الثقافية المصرح بها يمكن في بعض الأحيان أن ينظر إليها على أنها متعددة التخصصات، وكما كتب باحث الدراسات الثقافية توبي ميلر: «للدراسات الثقافية ميل في مختلف التخصصات، بدلًا من الالتزام في حد ذاته»، على الرغم من أن معظم الممارسين للدراسات الثقافية هم أكاديميين محترفين، وناقش جيلبرت رودمان في كتابه بعنوان «لماذا الدراسات الثقافية؟»، يجب أن يُفهم هذا المجال لاشتماله بعض المحللين والممارسين الثقافيين غير الأكاديميين.
ويشمل مجال الدراسات الثقافية مجموعة واسعة من وجهات النظر والممارسات النظرية والمنهجية.
على الرغم من أن الدراسات الثقافية تختلف عن تخصصات الأنثروبولوجيا الثقافية والدراسات الإثنية، تلفت الدراسات الثقافية وتساهم في كل من هذه التخصصات.
الدراسات الثقافية تركز على الديناميكية السياسية للثقافة المعاصرة، والأسس التاريخية، والصفات التي تحددها والصراعات، وأيضا الدراسات الثقافية تجمع بين مجموعة متنوعة من النهج الحرجة تشارك سياسيًا رسمها وبما في ذلك السيميائية، والماركسية، والنظرية النسوية، والاثنوغرافيا، ونظرية العرق الحرجة، والبنيوية، وما بعد الاستعمارية، والنظرية الاجتماعية، والنظرية السياسية، والتاريخ، والفلسفة، والنظرية الأدبية، ونظرية وسائل الإعلام ودراسات الاتصال، والاقتصاد السياسي، ودراسات الترجمة ودراسات المتاحف وتاريخ الفن، وهناك نقد لدراسة الظواهر الثقافية في مختلف المجتمعات والحقب التاريخية وتسعى الدراسات الثقافية لأن نفهم كيف يتم توليد المعنى، ملزمة مع أنظمة السلطة والسيطرة، وأنتج من المجالات الاجتماعية والسياسية والاقتصادية ضمن تشكيل اجتماعي معين أو ظرف.
وهناك نظريات مهمة من وكالة الهيمنة الثقافية أثرت على حد سواء من قبل حركة الدراسات الثقافية، وكذلك العديد من النظريات الرئيسية الأخيرة من الاتصالات وجداول الأعمال، مثل تلك التي تحاول شرح وتحليل القوى الثقافية المتصلة بعمليات العولمة.

## التاريخ
كما كتب دينيس دوركين «لحظة حاسمة» في بداية الدراسات الثقافية كحقل عندما كان قد استخدمها ريتشارد هوجارت في عام 1964 في تأسيس برمنغهام (المملكة المتحدة) مركز الدراسات الثقافية المعاصرة أو مدرسة برمنغهام. مدرسة برمنغهام في جامعة برمنغهام وبالتالي أصبح أول منزل عالمي للدراسات الثقافية.عُين هوجارت ستيوارت هول مساعدا له، وكان ذو توجيه فعال لمدرسة برمنغهام بحلول عام1968، تولى رسميا منصب المدير في عام 1969 عندما تقاعد هوجارت. بعد ذلك، أصبح الانضباط يرتبط بشكل وثيق مع العمل. وفي عام 1979، هول ترك مدرسة برمنغهام لقبوله في كرسي المرموقة في علم الاجتماع في الجامعة المفتوحة في المملكة المتحدة، وتولى ريتشارد جونسون المركز.
في أواخر 1990، «إعادة الهيكلة» في جامعة برمنغهام أدت إلى القضاء على مدرسة برمنغهام وإنشاء إدارة جديدة للدراسات الثقافية وعلم الاجتماع (CSS) في عام 1999. وبعد ذلك، في عام 2002، وجامعة الإدارة العليا في برمنغهام أعلن فجأة حل CSS، مما أثار غضب دولي كبير.
وكان السبب المباشر لحل الإدارة الجديده نتيجة انخفاض غير متوقع في تقييم الأبحاث في المملكة المتحدة لعام 2001، على الرغم من ان عميد الجامعة أرجع القرار إلى "الخبرة" إدارة مفتول العضلات " RAE"، وهي مبادرة محتفظ الحكومة البريطانية بقيادة مارغريت تاتشر لعام 1986، يحدد تمويل البحوث لبرامج الجامعة
وايضاً هناك العديد من الحسابات المنشورة من تاريخ الدراسات الثقافية.
وابتداء من عام 1964 بعد بدايه ظهور المؤسسين لدراسات الثقافة البريطانيه، في أواخر 1950، عمل الرائد ستيوارت هول في مدرسة برمنغهام، مع زملائه وطلاب الدراسات العليا جنبا إلى جنب بما في ذلك بول ويليس، ديكا، ديفيد مورلي، شارلوت، جون كلارك، ريتشارد داير، جوديث ويليامسون، ريتشارد جونسون، إيان الدوائر، دوروثي هوبسون، كريس ويدون، توني جيفرسون، مايكل غرين وأنجيلا. حيث انهم اعطو الشكل والمضمون في مجال الدراسات الثقافيه، ومازال يعمل العديد من الباحثين للدراسات الثقافية بأساليب الماركسي في التحليل، واستكشاف العلاقات بين الأشكال الثقافية (البنية الفوقية) والاقتصاد السياسي (القاعدة). من عام 1970، عمل لويس ألتوسير إعادة التفكير جذريا في حساب الماركسي من «القاعدة» و«البنية الفوقية» في الطرق التي كان لها تأثير كبير على عمل «مدرسة برمنغهام.» الكثير من العمل الذي أنجز في مدرسة برمنغهام درس الشباب تعبيرات الثقافات الفرعية من العداء اتجاه الطبقة المتوسطة للثقافة البريطانية «المحترمة» في فترة ما بعد الحرب العالمية الثانية. أيضا خلال 1970، كانت الطبقات العاملة البريطانية الهائلة سياسيا قد بدأت في الانخفاض. والصناعات التحويلية في بريطانيا تتلاشى وتتقلص بعد ان كانت في اتحاد مع الملايين من الطبقة العاملة من البريطانيين الذين يؤيدون صعود مارغريت تاتشر لستيوارت هول وزملائه، وكان هذا التحول في الولاء من حزب العمال إلى حزب المحافظين إلى شرح من حيث السياسة الثقافية، التي كانت تتبع حتى قبل فوز تاتشر. وقدم بعض من هذا العمل في الكلاسيكية الدراسات الثقافية والشرطية الأزمة، وفي نصوص أخرى في وقت لاحق مثل الطريق هول من الصعب التجديد: التاتشرية وأزمة اليسار ونيو تايمز: الوجه المتغير السياسة في 1990 لتتبع تطور الدراسات الثقافية البريطانية، على سبيل المثال، عمل ريتشارد هوجارت، E.P. طومسون، ريموند وليامز، ستيوارت هول، بول ويليس، أنجيلا، بول غيلروي، ديفيد مورلي، شارلوت، ريتشارد داير، وغيرهم.

### الدراسات الثقافية في أواخر عقد السبعينيات
وبحلول أواخر السبعينيات، وكان العلماء في مدرسة برمنغهام وضع بحزم مسائل الجنس والعرق على جدول الأعمال والدراسات الثقافية، حيث ظلت منذ ذلك الحين. أيضا في أواخر السبعينيات، الدراسات الثقافية قد بدأت في جذب قدرا كبيرا من الاهتمام الدولي. وانتشر عالميا في جميع أنحاء العالم وايضا في عام 1980 و 1990. كما فعلت ذلك، على حد سواء واجه ظروفا جديدة من إنتاج المعرفة، وتعمل مع التيارات الدولية الرئيسية الأخرى الفكرية مثل البنيوية، ما بعد الحداثة وما بعد الاستعمارية. وهي مجموعة واسعة من المجلَّات والدراسات الثقافية تقع الآن في جميع أنحاء العالم، وهو مؤشر واحد للعولمة في هذا المجال.

## التطورات خارج المملكة المتحدة
في الولايات المتحدة وذلك قبل ظهور الدراسات الثقافية البريطانية، أصدرت العديد من إصدارات التحليل الثقافي وقد ظهرت إلى حد كبير من التقاليد الفلسفية البراغماتية والليبرالية التعددية، ومع ذلك عندما بدأت الدراسات الثقافية البريطانية لنشر دوليا في أواخر 1970s، والتعامل مع الحركة النسائية، البنيوية، مابعد الحداثة، والسابق في أواخر 70s و1980s، والدراسات الثقافية الهامة (أي الماركسية، النسوية، البنيوية، وما إلى ذلك) توسعت بشكل كبير في الجامعات الأمريكية في مجالات مثل: دراسات الاتصال، والتعليم، وعلم الاجتماع والأدب، والدراسات الثقافية، مجلة الرائد في هذا المجال، وقد استند في الولايات المتحدة منذ التحرير المؤسس لها -جون فيسك- انها جلبت هناك من أستراليا في عام 1987.
وقد وجدت الدراسات مشهد الثقافي المزدهر في أستراليا منذ أواخر 1970s، عندما هاجر العديد من الممارسين CS الرئيسين هناك من المملكة المتحدة مع الدراسات الثقافية البريطانية معهم، بعد أن أصبحت مارجريت تاتشر هي رئيسة الوزراء في المملكة المتحدة في عام 1978، ومدرسة الدراسات الثقافية المعروفة كما «دراسات السياسة الثقافية» هي واحدة من المساهمات الأسترالية مميزة إلى الميدان، على الرغم من أنه لم يكن الوحيد. كما قدمت أستراليا أول جمعية للدراسات في العالم المهنية الثقافية (التي تعرف الآن باسم جمعية الدراسات الثقافية من أستراليا) في عام 1990. أن مجلات الدراسات الثقافية مقرها في أستراليا وتشمل المجلة الدولية للدراسات الثقافية، التواصل: مجلة وسائل الإعلام والدراسات الثقافية واستعراض الدراسات الثقافية.
في كندا وقد ركزت الدراسات الثقافية في بعض الأحيان على قضايا التكنولوجيا والمجتمع، واستمرار التركيز في عمل مارشال ماكلوهان، هارولد إنيس، وغيرها. وتشمل المجلات الدراسات الثقافية ومقرها في كندا: المجلة الكندية للدراسات الثقافية.
في أفريقيا حقوق الإنسان وقضايا العالم الثالث هي من بين المواضيع المركزية المعالجة، وتشمل مجلات الدراسات الثقافية في إفريقيا، مجلة الدراسات الثقافية الأفريقية.
في أمريكا اللاتينية وضعت الدراسات الثقافية على المفكرين مثل خوسيه مارتي، أنخيل راما وشخصيات أخرى في أمريكا اللاتينية، بالإضافة إلى المصادر النظرية الغربية المرتبطة بالدراسات الثقافية في أجزاء أخرى من العالم، تشمل الرائدة الأمريكية في الدراسات الثقافية اللاتينية للعلماء مثل: نستور غارسيا، يسوع مارتين-باربيرو، وبياتريس سارلو، ومن بين القضايا الرئيسية التي استطاع علماء الدراسات الثقافية في أمريكا اللاتينية معالجتها هي decoloniality والثقافات الحضرية، ونظرية postdevelopment وتشمل أمريكا اللاتينية ومجلات الدراسات الثقافية ومجلة الدراسات الثقافية لأمريكا اللاتينية.
على الرغم من أن الدراسات الثقافية تطورت بسرعة أكثر من ذلك بكثير في المملكة المتحدة مما كانت عليه في أوروبا القارية، وهناك وجود كبير في الدراسات الثقافية في بلدان مثل: فرنسا، وأسبانيا، والبرتغال، والمجالات متخلفة نسبيا في ألمانيا، وربما يرجع ذلك إلى تأثير المستمر للمدرسة فرانكفورت، التي هي الآن يقال انها في جيلها الثالث، الذي يضم شخصيات بارزة مثل أكسل Honneth، وتشمل مجلات الدراسات الثقافية ومقرها في أوروبا القارية مثل المجلة الأوروبية للدراسات الثقافية، ومجلة الدراسات الثقافي الإسباني، الدراسات الثقافية الفرنسية، والدراسات الثقافية البرتغالية.
في جميع أنحاء آسيا، والدراسات الثقافية وازدهرت وانتعشت منذ ما لايقل عن بداية من 1990s، وتشمل المجلات الدراسات الثقافية التي تعتمد في آسيا والدراسات الثقافية المشتركة بين آسيا والقارات الأخرى.
في عمل هول Hebdige وMcRobbie، وجاءت الثقافة الشعبية إلى الواجهة، كان مما أعطى غرامشي الموافقة على أهمية الثقافة، إذا رأى الماركسيين الأساسي السلطة من حيث الطبقة مقابل الطبقة، ثم أعطى غرامشي لنا مسألة التحالف الطبقي. صعود الدراسات الثقافية واستندت تراجع أهمية السياسة الأساسية من الدرجة الأولى مقابل الطبقة.

## القضايا والمفاهيم والنهج

### الماركسية والنسوية والعرق والثقافة
كما ذكر أعلاه، وقد لعبت دورا الماركسية الناشئة المهم باعتباره واحدًا من الانتقادات الأولى للثقافة وبالتالي انعكس في تاريخ الدراسات الثقافية. مدرسة فرانكفورت في وقت مبكر من علم الاجتماع تأثرت بشكل خاص من قبل أنطونيو غرامشي، وكان أعضاء من مدرسة باحقه لمدرسة برمنغهام في 1970s في وقت مبكر تأثرت البنيوية لويس ألتوسير، وقد تشعبت الدراسات الثقافية منذ الخروج من القراءات الماركسية في علم الاجتماع لقراءات أكثر سعة وانتشار التي شملت قراءات العرق أو الجنس أو الأيديولوجية والهوية على أساس تكوين المجتمع، مع مابعد الحداثة ومابعد البنيوية تعزيز هذه القراءات في الوسط الفني والنفسية وعوالم فلسفية.

### غرامشي والهيمنة
بغية فهم الظروف السياسية المتغيرة بين الطبقة والسياسة والثقافة في المملكة المتحدة والعلماء في كلية برمنغهام تحولت إلى أعمال أنطونيو غرامشي، أنطونيو هو المفكر الإيطالي، كاتب وزعيم الحزب الشيوعي في 1910s ،20S ،30S، وكان غرامشي تم تعيينه بقضايا مماثلة ماهو النهج الاستراتيجي لابد من حشد الدعم الشعبي في اتجاهات أكثر تقدمية؟ غرامشي قام بتعديل الماركسية الكلاسيكية، والقول بأن الثقافة يجب أن يفهم على أنه موقع رئيسيا من النضال السياسي والاجتماعي، في رأيه تستخدم الرأسماليين وليس القوة الغاشمة فقط (الشرطة والسجون والقمع والعسكرية) للحفاظ على السيطرة، ولكن أيضا اخترقت الثقافة اليومية للناس الذين يعملون في مجموعة متنوعة من الطرق في جهودهم لكسب شعبية «موافقة». من المهم أن ندرك أن لغرامشي، والقيادة التاريخية، أو «الهيمنة» ينطوي على تشكيل التحالفات بين الفصائل الطبقة، والصراعات داخل المجال الثقافي من الحس السليم اليومي، وكانت الهيمنة دائما لغرامشي، وهي عملية لا تنتهي، غير مستقرة ومتنازع عليها. في عمل هول وHebdige وMcRobbie، جاءت الثقافة الشعبية إلى الواجهة، ماأعطى غرامشي لكان هذا على أهمية موافقة والثقافة. إذا رأى الماركسيين الأساسي السلطة من حيث الطبقة مقابل الطبقة، ثم أعطى غرامشي لنا مسألة التحالف الطبقي. صعود الدراسات الثقافية واستندت تراجع أهمية السياسة الأساسية من الدرجة الأولى مقابل الطبقة. كتب إدغار وسيدجويك:
وكانت نظرية الهيمنة ذات أهمية مركزية لتطوير الدراسات الثقافية البريطانية [لا سيما في مدرسة برمنغهام. سهلت تحليل الطرق التي هي جامعه وتابعة لما يقاوم ويستجيب للهيمنة السياسية والاقتصادية. وهي مجموعات تابعة لا ينظر إليها كمجرد المغفلين السلبي للطبقة المهيمنة وأيديولوجيتها.

### البنية والوكالة
كان لتطوير نظرية الهيمنة في الدراسات الثقافية في بعض وسائل تتفق مع وكالة العمل في مجالات أخرى، وهو مفهوم النظري الذي يصر على القدرات الفعالة حاسمة للشعوب الثانوية (مثل الطبقات العاملة والشعوب المستعمرة، نساء). استكشاف كما ستيوارت هول جادل الشهيرة في كتابه عام 1981 مقاله "ملاحظات على تفكيك 'والشعبية"، " الإصرار على المحاسبة عن وكالة الشعوب الثانوية يتعارض مع عمل البنيويين التقليدي، وكان بعض المحللين ولكن ينتقد بعض العمل في الدراسات الثقافية التي يشعرون يبالغ في أهمية أو حتى romanticizes بعض أشكال وكالة الثقافية الشعبية.
الدراسات الثقافية في كثير من الأحيان يتعلق نفسها مع وكالة على مستوى ممارسات الحياة اليومية، ونهج مثل هذه البحوث من وجهة نظر من contextualism جذرية. وبعبارة أخرى، الدراسات الثقافية يرفض حسابات عالمية من الممارسات الثقافية والمعاني، والهويات.
كتبت جوديث بتلر، وهي منظرة نسوية أميركية التي كثيراً ما ارتبطت أعمالها بالدراسات الثقافية:
جلبت هذه الخطوة من حساب البنيوي الذي يفهم رأس المال لتنظيم العلاقات الاجتماعية بطرق متماثلة نسبيا إلى وجهة نظر الهيمنة التي هي علاقات القوة قابلة للتكرار، والتقارب و"rearticulation" مسألة التزامن في التفكير في الهيكل. وقد وضع علامة عليه التحول من شكل نظرية ألتوسير أن يأخذ المجموعيات الهيكلية ككائنات النظرية إلى واحد فيه نظرة ثاقبة لإمكانية الطارئة للبنية تدشين مفهوم متجدد للهيمنة كما ملزمة مع المواقع للوحدات واستراتيجيات rearticulation السلطة.
الدراسات الثقافية مابعد الهيمنة في عام 2007، قال عالم الاجتماع «سكوت لاش» أن السلطة قد تحولت بشكل جذري «من وضع الهيمنة» قوة على «فكرة مكثفة للسلطة من خلال (بما في ذلك الهيمنة من الداخل) وقوة كقوة توليدي».

## العولمة
قد انتشرت العولمة والثقافة الرأسمالية في العقود الأخيرة في جميع أنحاء العالم عن طريق الأشكال المعاصرة للعولمة، والدراسات الثقافية ولدت تحليلات هامة من المواقع المحلية وممارسات التفاوض معها ومقاومة الهيمنة الغربية، الاستهلاك الثقافي ينتقد الدراسات الثقافية وجهة النظر التقليدية للمستهلك سلبياً، ولا سيما عندما يقرأ الناس من خلال تسليط الضوء على الطرق المختلفة، واستقبال وتفسير النصوص الثقافية، أو أنواع أخرى مناسبة من المستندات الثقافية، أو المشاركة خلاف ذلك في إنتاج وتداول المعاني، ومن هذا المنظور يمكن للمستهلك الاقتضاء بنشاط إعادة صياغة في المعاني وزعت من خلال النصوص الثقافية في بعض مشتقاته، وهكذا تحول الدراسات الثقافية التركيز التحليلي من (الفهم التقليدي) الإنتاج إلى الاستهلاك، والذي مع ذلك يفهم على أنه شكل من أشكال الإنتاج (من المعاني، الهويات، وما إلى ذلك) في حد ذاتها، وكانت ستيوارت هول، جون فيسك، والبعض الآخر المؤثر في هذه التطورات. عدد خاص 2008 من مجلة الرائد للحقل، الدراسات الثقافية، وتناولت «مكافحة النزعة الاستهلاكية» من مجموعة متنوعة من الزوايا الدراسات الثقافية، كما لوحظ جيريمي جيلبرت في مساهمته في هذه المسألة يجب الدراسات الثقافية تتصارع مع حقيقة أن «نعيش الآن في عصر أصبحت فيه في جميع أنحاء العالم الرأسمالي، والهدف الأساسي للسياسة الاقتصادية للحكومة هو الحفاظ على مستويات الإنفاق الاستهلاكي، هذا هو عصر عندما يعامل ثقة المستهلك كمؤشر رئيسي وسبب الفعالية الاقتصادية».
مفهوم «النص» الدراسات الثقافية، بالاعتماد عليها وتطوير السيميائية، يستخدم مفهوم النص على تعيين ليس فقط لغة مكتوبة، ولكن أيضا البرامج التلفزيونية، والأفلام، والصور، والأزياء، وتسريحات الشعر، وهكذا دواليك.تحتوى نصوص الدراسات الثقافية جميع القطع الأثرية ذات معنى الثقافة. وبالمثل، فإن المجال يوسع مفهوم «الثقافة». «الثقافة» لباحث الدراسات الثقافية، ويشمل ليس فقط الثقافة التقليدية العالية (ثقافة الحاكم الفئات الاجتماعية)، ولكن أيضا المعاني والممارسات، التي لديها اليومية، كما ذكر أعلاه، تصبح محور الدراسات الثقافية. الدراسات الثقافية حتى يقترب مواقع ومساحات للحياة اليومية، مثل الحانات وغرف المعيشة والحدائق والشواطئ، إذ أن «النصوص». جلبت جيف لويس معا الكثير من النقاش حول النص وتحليل النصوص في دراسته على وسائل الإعلام، والثقافة، والسياسة الثقافية. وفقا على لويس، «دراسات نصية» هو الأسلوب الكشف عن مجريات الأمور أكثر تعقيدا وصعوبة، وتتطلب كل من المهارات الاعتراضية قوية وتصور دقيق السياسة والسياق. لويس 'واسطة الخاصة من تحليل النصوص يرى جميع الظواهر باسم' 'نص' المحتملين عندما وضعت في إطار نظام المعرفة معين. يمكن أن النصوص تحمل سوى معنى أن يمكن «تفسير»، لذلك، لأنها تقدم في إطار نظام المعرفة معين. هذا هو النظام المعرفي الذي يكسب النص مع المعنى. مهمة المحلل الثقافي، وبالتالي، هو التعامل مع كل من نظام المعرفة والنص، ومراقبة وتحليل اثنتين من الطرق التي تتفاعل مع بعضهم البعض ومع أنظمة المعارف الأخرى، بما في ذلك واحدة يتم نشرها من قبل المحللين له عاما نفسها. ويمثل هذا الاشتباك الأبعاد الهامة للتحليل، وقدرته لإلقاء الضوء على التسلسل الهرمي داخل والمحيطة نص معين والخطابات لها.

## الاستقبال الاكاديمي
وقد تطورت الدراسات الثقافية من خلال التقاء مختلف التخصصات الأنثروبولوجيا، ووسائل الإعلام والدراسات والاتصالات، والدراسات الأدبية، والتعليم، والجغرافيا، والفلسفة، وعلم الاجتماع والسياسة وغيرها. في حين أن بعض مجالات الدراسات الثقافية ويهيم في النسبية السياسية ومفاهيم «ما بعد الحداثة» للموضوع والتحرر، في الدراسات الثقافية الأساسية التي توفر الإطار المفاهيمي والمنهجي الكبير للنقد الثقافي والاجتماعي والاقتصادي. تم تصميم هذا النقد إلى «تفكيك» المعاني والافتراضات التي نقشت في المؤسسات والنصوص والممارسات التي تعمل على إنتاج وإعادة الحاضر، والثقافة.
وهكذا، في حين أن بعض العلماء والتخصصات مثل إقالة الدراسات الثقافية على انفتاحها المنهجي ورفض التخصصات، وكان الاستراتيجيات الأساسية للنقد وتحليل تأثير عميق في جميع أنحاء المناطق الأكثر تقدمية والحرجة من العلوم الاجتماعية والإنسانية. وتعمل الدراسات الثقافية على أشكال التمايز الاجتماعي والسيطرة عليها وعدم المساواة، والهوية، وبناء المجتمع، ووسائل الإعلام، وإنتاج المعرفة، على سبيل المثال هي كان لها تأثير كبير وعلاوة على ذلك، أصبح تأثير الدراسات الثقافية من الواضح بشكل متزايد في مجالات متنوعة مثل دراسات الترجمة، والدراسات الصحية، والعلاقات الدولية، ودراسات التنمية، ودراسات الحاسوب، والاقتصاد، وعلم الآثار، وعلم الأعصاب، وكذلك عبر مجموعة من التخصصات التي شكلت في البداية ظهور الدراسات الثقافية، بما في ذلك الأدب، وعلم الاجتماع، والدراسات الاتصالات، والأنثروبولوجيا.
الدراسات الثقافية نوعت أيضا مصالحها والمنهجيات الخاصة، وتتضمن مجموعة من الدراسات حول السياسة الإعلامية، والديمقراطية، والتصميم، والترفيه، والسياحة، والحرب والتنمية. بينما بعض المفاهيم الأساسية مثل أيديولوجية أو الخطاب، والطبقة والهيمنة والهوية والمساواة بين الجنسين لا تزال كبيرة، وتشارك الدراسات الثقافية منذ فترة طويلة ودمج مفاهيم ومناهج جديدة مثل التفكيكية وما بعد الحداثة. وهكذا يستمر هذا المجال لمتابعة النقد السياسي من خلال التعاقدات مع قوى الثقافة والسياسة.
العالم بلاكويل اتجه إلى الدراسات الثقافية، الذي حرره رائد الدراسات الثقافيه الباحث توبي ميلر، ويحتوي على المقالات التي تحلل تطوير الدراسات الثقافية النهج داخل كل مجموعة واسعة من التخصصات في العلوم الاجتماعية المعاصرة والعلوم الإنسانية

### الباحثون الأدبيون
ويعمل العديد من الممارسين للدراسات الثقافية في أقسام اللغة الإنجليزية أو الأدب. ومع ذلك، فإن بعض علماء الأدب التقليدي مثل الأستاذ في جامعة ييل هارولد بلوم من منتقدي الدراسات الثقافية. هؤلاء النقاد لا تروق لهم الدراسات الثقافية لمجموعة واسعة من الأسباب، بما في ذلك رفض الدراسات الثقافية "من الجوهرية
والانتقادات للنظريات الغربية التقليدية من الجماليات.
لا تعارض الناقدة الأدبي الماركسي تيري إيغلتون بالكامل للدراسات الثقافية، ولكنه انتقد جوانب منه، وأبرز ما يراه نقاط القوة ونقاط الضعف في الكتب مثل بعد نظرية (2003). لإيغلتون، النظرية الأدبية والثقافية لديها القدرة على قول أشياء مهمة حول «مسائل أساسية» في الحياة، ولكن المنظرين ونادراً ما تتحقق هذه الإمكانية.

### علماء الاجتماع
كما كان للدراسات الثقافية تأثير كبير على علم الاجتماع. فمثلاً، كان دافع ستيوارت هول حينما غادر مركز الدراسات الثقافية المعاصرة في برمنغهام هو أن يقبل منصب أستاذية علم الاجتماع المرموقة في الجامعة المفتوحة ببريطانيا. المجال الفرعي هو علم الاجتماع الثقافي، على وجه الخصوص، هي موطن التخصصات لكثير من الممارسين للدراسات الثقافية. ومع ذلك، هناك بعض الاختلافات بين علم الاجتماع كتخصص ومجال الدراسات الثقافية ككل. في حين تأسست علم الاجتماع على مختلف الأعمال التاريخية التي تُميز هدف الموضوع من الفلسفة أو علم النفس، والدراسات الثقافية والتحقيق معهم صراحة وانتقد التفاهمات والممارسات من التخصصات التقليدية. معظم الممارسين CS أعتقدو أن من الأفضل أن الدراسات الثقافية لا تحاكي التخصصات ولا تطمح إلى التخصصات للدراسات الثقافية. وبدلا من ذلك، لأنها تعزز نوع من الجمع بين التخصصات جذري كأساس للدراسات الثقافية.
بيير بورديو
هو واحد من علماء الاجتماع الذي كان له تأثير كبير على عمل الدراسات الثقافية ، عمل بورديو يجعل الاستخدام المبتكر للإحصاءات والمقابلات المتعمقة. ومع ذلك، على الرغم من أن عمل بورديو كان مؤثرا للغاية في الدراسات الثقافية، وعلى الرغم من أن بورديو يعتبر عمله كشكل من أشكال العلوم والدراسات الثقافية فهو احتضن الفكرة التي يجب أن يطمح نحو «العلمية هذا،» وتنظيمها مجموعة واسعة من الحجج النظرية والمنهجية ضد fetishization من «العلمية هذا» كأساس للدراسات الثقافية.
اثنين من علماء الاجتماع الذين كانوا ينتقدون الدراسات الثقافية، كريس روجيك وبريان تيرنر. يجادلون في مقالهم، «علم الاجتماع ديكور: نحو نقد بدوره الثقافي»، أن الدراسات الثقافية، ولا سيما نكهة دافع عنها ستيوارت هول، يفتقر إلى مستقر جدول أعمال البحوث، وامتيازات القراءة المعاصرة للنصوص، وبالتالي تنتج التركيز النظري غير تاريخي. وعلاوة على ذلك، فإنها تؤكد الادعاء بأن «هناك على حد سواء رفض تشمل عدة الثقافية والتاريخية والشعور بالتفوق الأخلاقي حول صحة وجهات نظر سياسية مفصلية» في الدراسات الثقافية

### الفيزيائي آلان سوكال
عبّر الفيزيائي آلان سوكال عام 1996 عن معارضته لمذهب ما بعد الحداثة من خلال تقديمه لمقالة خداعية إلى دورية «النص الاجتماعي» (Social Text) وهي دورية أكاديمية معنية بالدراسات الثقافية على أمل أن تُنشر. وقصد سوكال من المقالة التي كتبها أن تمثل محاكاة ساخرة لما يصفه سوكال ب«الهراء الأنيق» لمذهب ما بعد الحداثة، وتبع ذلك قبول محرري الدورية لنشر المقالة والذي لم يكن في وقت مراجعة مراجعة الأقران. عندما ظهرت ورقة الطباعة، نشرت سوكال المادة الثانية على «القيل والقال الأكاديمية» مجلة يصف نفسه لغة مشتركة، وكشف عن خدعة له على نص الاجتماعي. ذكر سوكال أن الدافع له نابع من رفضه للانتقادات المعاصرة العقلانية العلمية
«سياسيا، أنا أغضب لأن معظم (وليس كل) من هذا سخف والمنبثقة من اليسار نصبت نفسها. ونحن نشهد هنا عميق التاريخي تغيير موقفه كليا. وبالنسبة لمعظم القرنين الماضيين، وقد تم التعرف على اليسار مع العلم وضد الظلامية. نحن نؤمن أن التفكير العقلاني والتحليل الخوف من الواقع الموضوعي (سواء الطبيعية والاجتماعية) هي أدوات قاطعة لمكافحة mystifications من قبل قوة الترويج - ناهيك عن كونه إنسانا مرغوب ينتهي في حد ذاتها. بدوره مؤخرا العديد من الإنسانيين الأكاديمي» التقدمي«أو» اليساري«وعلماء الاجتماع نحو واحد أو شكل آخر من أشكال النسبية المعرفية ينم هذا التراث يستحق ويقوض الآفاق الهشة بالفعل للنقد الاجتماعي التقدمي. التنظير حول» البناء الاجتماعي للواقع«لن يساعدنا في إيجاد علاج فعال لمرض الإيدز أو وضع استراتيجيات للوقاية من ظاهرة الاحتباس الحراري. ولا يمكننا محاربة الأفكار الخاطئة في التاريخ وعلم الاجتماع والاقتصاد والسياسة إذا رفضنا مفاهيم الحقيقة والزيف».

## مزيد من القراءة
- ديورنغ، سايمون - الدراسات الثقافية: مقدمة نقدية. عالم المعرفة العدد 425 يونيو 2015. ترجمة ممدوح يوسف عمران، (ردمك 978-99906-0-454-2)

## وصلات خارجية
- «الحاجة إلى دراسات ثقافية: مقاومة المثقفين والمجالات العمومية المعارضة» نسخة محفوظة 8 ديسمبر 2008 على موقع واي باك مشين. (بالإنجليزية)
- «CLCWeb: الأدب المقارن والثقافة» في جامعة بيردو (بالإنجليزية)